# Oklepna divizija
Oklepna divizija (tudi tankovska divizija) je vojaška formacija - divizija, ki primarno vključuje oklepne enote.
Slovenska vojska nima nobene oklepne divizije.

## Organizacija
Klasična oklepna divizija ima:
- štab
- 2 oklepne brigade/polka
- 1 oklepnomehanizirano brigado/polk
- podporne elemente
logistiko
artilerijske enote
inženirske enote
izvidniške enote

Zaradi prevelike ranljivosti tankov na pehotne enote oz. pehotno protioklepno orožje ima oklepna divizija po navadi še dodeljene pehotne enote, po navadi v razmerju oklepne enote:pehotne enote - 2:1 (npr. 2 oklepna polka in en pehotni polk), da pehota zaščiti tanke (to je zelo važno v primeru urbanega bojevanja). Te pehotne enote morajo biti opremljene z bojnimi oklepnimi vozili, da lahko sledijo hitrim premikom oklepnih enot